# Systematic Coronary Risk Evaluation
Die Systematic Coronary Risk Evaluation (SCORE) ist ein Berechnungsmodell zur Einschätzung des Risikos an Koronarer Herzkrankheit (KHK) oder anderen akuten Herz-Kreislauf-Erkrankungen (z. B. Schlaganfall) zu versterben. Die Berechnung erfolgt anhand von verschiedenen Messwerten. Der Score wurde auf Basis mehrerer europäischer Kohortenstudien entwickelt. Er wird beispielsweise in Form von webbasierter Praxissoftware von Ärzten genutzt, um Patienten über Risikofaktoren und Präventionsmöglichkeiten von Gefäßerkrankungen zu informieren.
Seit 2021 steht der SCORE2 zur Verfügung, der eine Weiterentwicklung und Aktualisierung darstellt.

## SCORE
Die Berechnung des ursprünglichen SCORE-Risikos wird anhand von den Werten
- Cholesterin (gesamt) [mmol/L]
- HDL-Cholesterin (wahlweise, jedoch keine genauere Aussage zum Risiko dadurch)
- systolischer arterieller Blutdruck [mmHg]
- Nikotinkonsum (Ja=1/Nein=0)
- Geschlecht (männlich/weiblich)

unter Berücksichtigung des Lebensalters für eine prozentuale 10-Jahres-Sterblichkeit berechnet.

### Berechnungsmethode
Zuerst muss anhand des Lebensortes unterschieden werden zwischen verschiedenen Ländern, die entweder als Hochrisikogebiete, oder Niedrigrisikogebiete eingestuft werden. Diese Information beruht auf der Auswertung von sehr vielen Daten (12 Europäische Kohortenstudien, 250.000 Patientendatensätzen, 3 Millionen Personenjahresbeobachtungen und 7.000 tödlichen kardiovaskulären Ereignissen).
Danach wird das Patientenalter angegeben, dazu das Geschlecht und die oben genannten Werte. Das Risiko kann nun entweder auf einer Karte abgelesen werden, oder über eine Auswertung durch Software berechnet werden. Die Heartscore-Webseite erstellt daraufhin ein Informationsblatt für Patienten, in dem konkrete Maßnahmen zur Prävention und das Risiko in gut verständlicher Sprache beschrieben werden.

### Kritik
Es gibt Kritiker des Vorhersagemodells, die ihm vorwerfen, das Risiko für solche kardiovaskuläre Todesfälle zu ungenau, insbesondere zu hoch einzuschätzen und damit zu einer Überbehandlung zu führen. Sie geben an, dass der Blutzucker oder eine Diabeteserkrankung zu Unrecht nicht mit in die Berechnung flössen.
Weitere Kritikpunkte sind, dass nur Todesfälle betrachtet werden und damit das gesamte Morbidität von Herz-Kreislauf-Erkrankungen zu niedrig eingeschätzt wird bzw. dass die analysierten Kohorten von vor 1986 nicht mehr das heutige Risiko widerspiegeln. Aus diesen Gründen wurde ein Nachfolgemodell, das SCORE2, entwickelt.

## SCORE2
2021 hat eine Arbeitsgruppe das SCORE2-Modell veröffentlicht. Das Akronym steht weiterhin für Systematic COronary Risk Evaluation. Es sagt das Risiko voraus, in den nächsten zehn Jahren eine relevante Herz-Kreislauf-Erkrankung zu erleiden. Diese sind anders definiert als beim SCORE: neben den Todesfällen durch Herz-Kreislauferkrankungen werden auch nicht tödliche Herzinfarkte und Schlaganfälle betrachtet. Dazu wurden insgesamt 677.684 Teilnehmende (44 % Männer) in einem mittleren Alter von 57±9 über median 10,7 Jahre untersucht. Davon rauchten 15 % und 5 % hatten eine Diabetes-mellitus-Erkrankung. Insgesamt wurden 30.121 Herz-Kreislauf-Ereignisse betrachtet. 33.809 Personen starben im Beobachtungszeitraum aufgrund anderer Ursachen als eine Herz-Kreislauf-Erkrankung.
Im Unterschied zum SCORE wird jetzt nur der Nicht-HDL-Cholesterinwert betrachtet. Ein weiterer Unterschied zum vorangehenden SCORE-Modell ist die Einteilung aller europäischer Länder mit Nachfolgestaaten der Sowjetunion und Nordafrikas bzw. des Nahen Ostens in eine von vier Risikogruppen zur Rekalibrierung des Risikos. Diese Einteilung beruht auf der Untersuchung von 5.256.013 Männern und 5.520.453 Frauen, von denen 731.265 eine Herz-Kreislauf-Erkrankung hatten. Es ergab sich folgende Aufteilung:
| niedriges Risiko                                                                                                | mittleres Risiko                                                                                            | hohes Risiko                                                                                     | sehr hohes Risiko |
| --- | --- | ------------------------------------------------------------------------------------------------ | --- |
| Andorra Belgien Dänemark Frankreich Großbritannien Israel Luxemburg Monaco Niederlande Norwegen Schweiz Spanien | Deutschland Finnland Griechenland Irland Island Italien Malta Österreich Slowenien Portugal Schweden Zypern | Albanien Bosnien-Herzegowina Estland Kasachstan Kroatien Polen Slowakei Tschechien Türkei Ungarn | Ägypten Algerien Armenien Aserbaidschan Belarus Bulgarien Georgien Kirgistan Kosovo Lettland Libanon Litauen Marokko Moldawien Montenegro Nordmazedonien Serbien Syrien Rumänien Russische Föderation Ukraine Usbekistan |

### Werte des SCORE2
Damit errechnet sich das Risiko, in den nächsten zehn Jahren ein Herz-Kreislauf-Ereignis zu erleiden, aus folgenden Werten:
- Nicht-HDL Cholesterin [mmol/L]
- systolischer arterieller Blutdruck [mmHg]
- Nikotinkonsum (Ja/Nein)
- Geschlecht (männlich/weiblich)
- Risikoregion

Zum Beispiel ergibt sich für eine in Deutschland lebende, 57-jährige Nichtraucherin mit einem nicht kontrollierten Bluthochdruck von 140–159 mmHg und einem normwertigen Nicht-HDL-Cholesterin von 4,0–4,9 mmol/L ein Risiko von 4 %; ein entsprechender Mann hätte ein doppelt so hohes Risiko, das durch Rauchen auf 13 % steigt.